# تپه هندی
تپه هندی مربوط به سده ۳ - ۶ ق است و در شهرستان فریمان واقع شده و این اثر در تاریخ ۱ آذر ۱۳۸۸ با شمارهٔ ثبت ۲۸۱۱۴ به‌عنوان یکی از آثار ملی ایران به ثبت رسیده‌است.